# Remollon
Remollon település Franciaországban, Hautes-Alpes megyében. Lakosainak száma 467 fő (2022. január 1.). Remollon Piégut, Rochebrune, Saint-Étienne-le-Laus, Théus és Valserres községekkel határos.

## Népesség
A település népessége az elmúlt években az alábbi módon változott:
| Lakosok száma | 295  | 278  | 332  | 422  | 438  | 434  | 442  | 453  | 458  | 467  |
|               | 1968 | 1982 | 1990 | 2006 | 2013 | 2015 | 2017 | 2019 | 2020 | 2022 |